# Władcy Prus

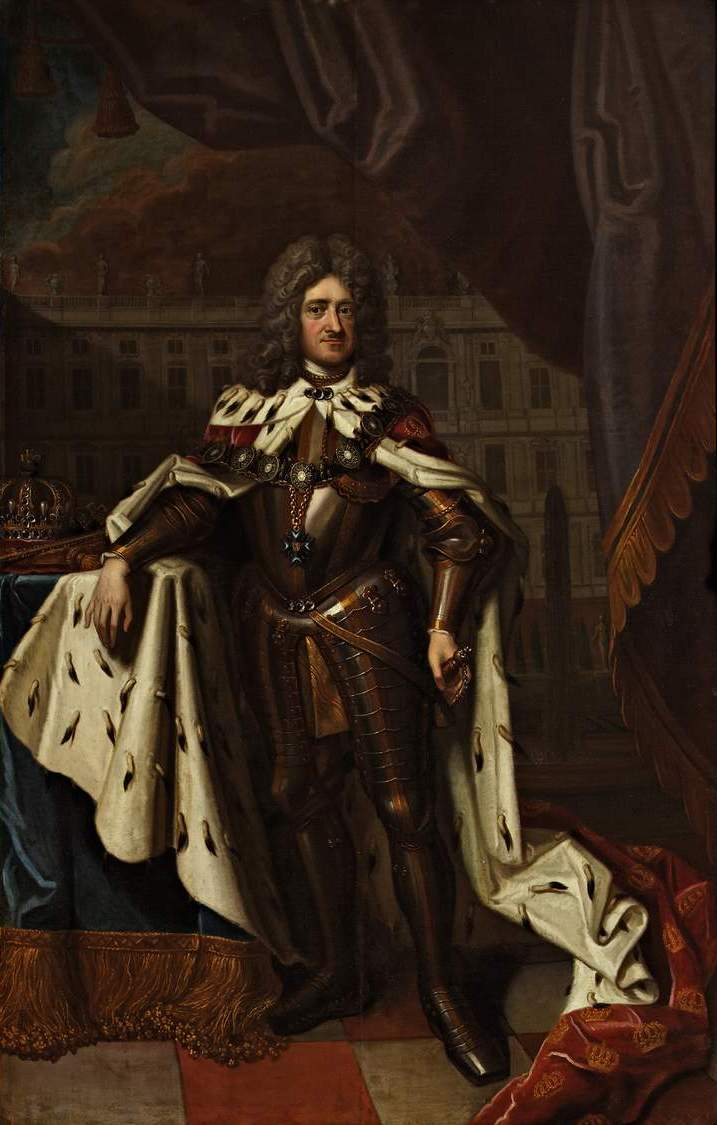
Fryderyk I

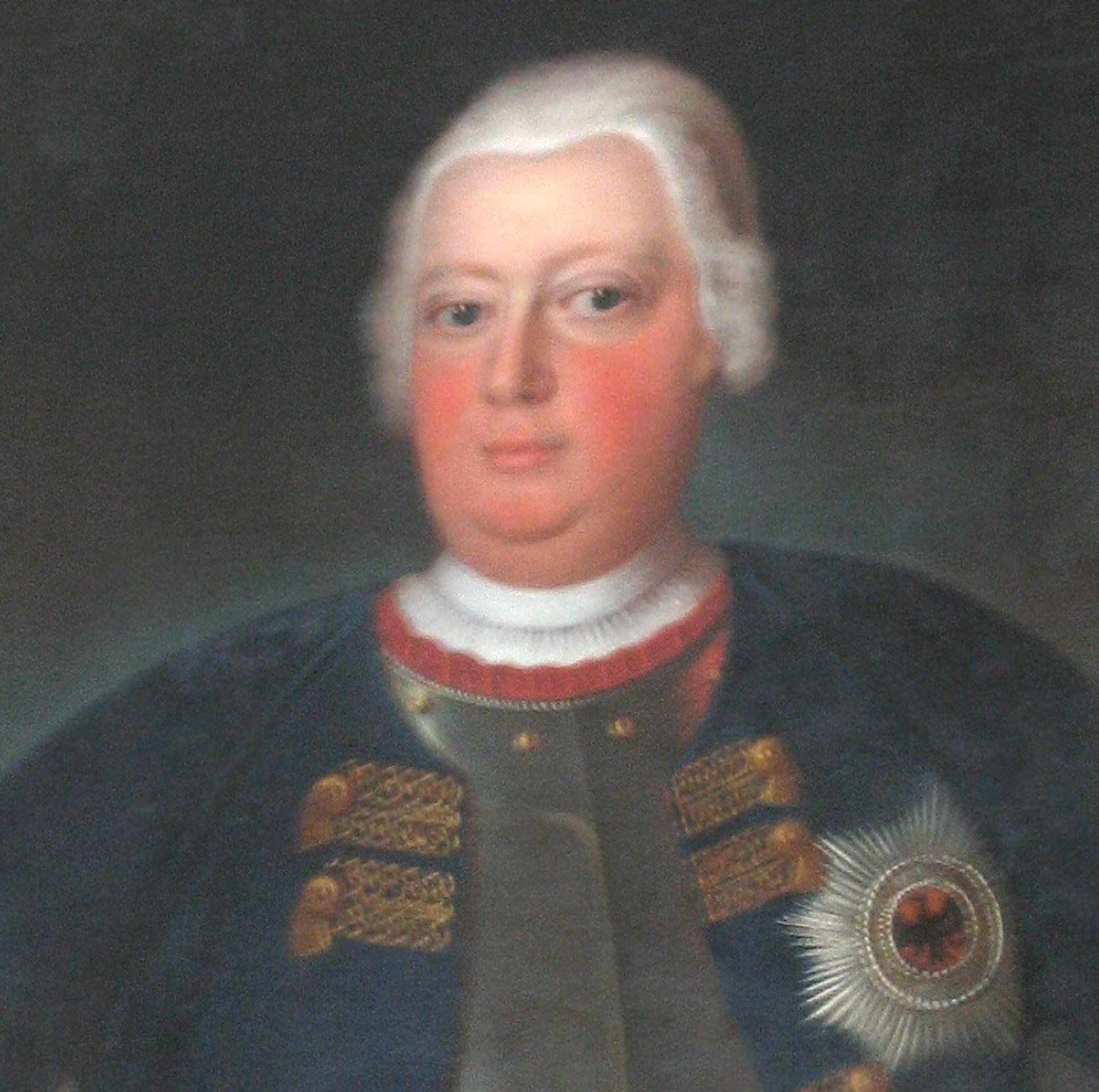
Fryderyk Wilhelm I

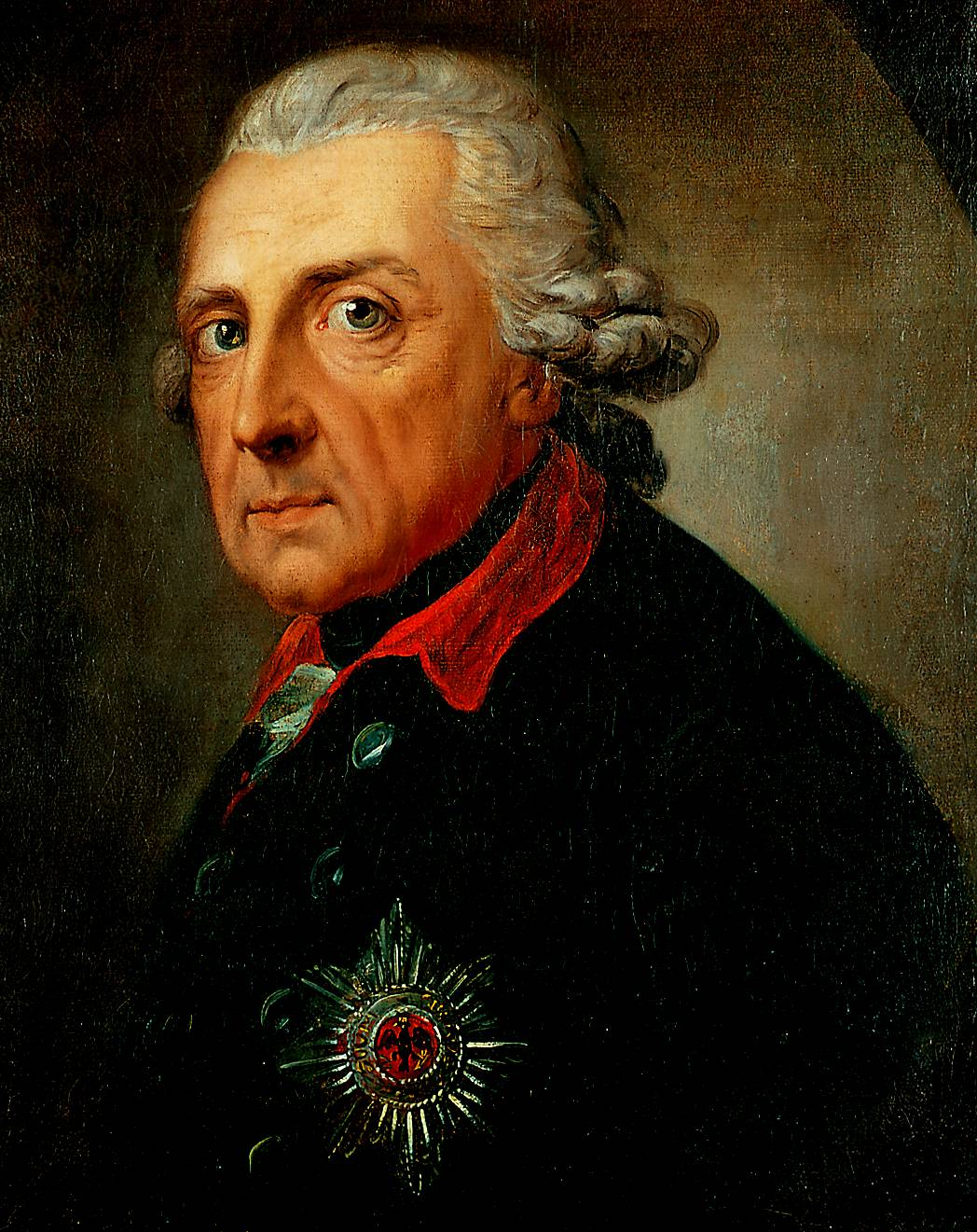
Fryderyk II Wielki

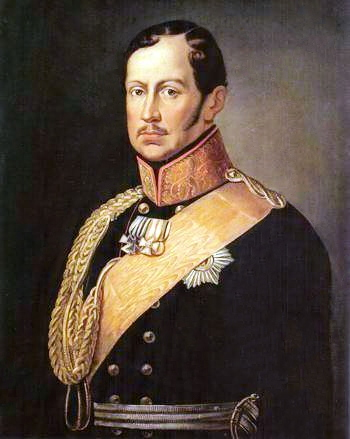
Fryderyk Wilhelm III

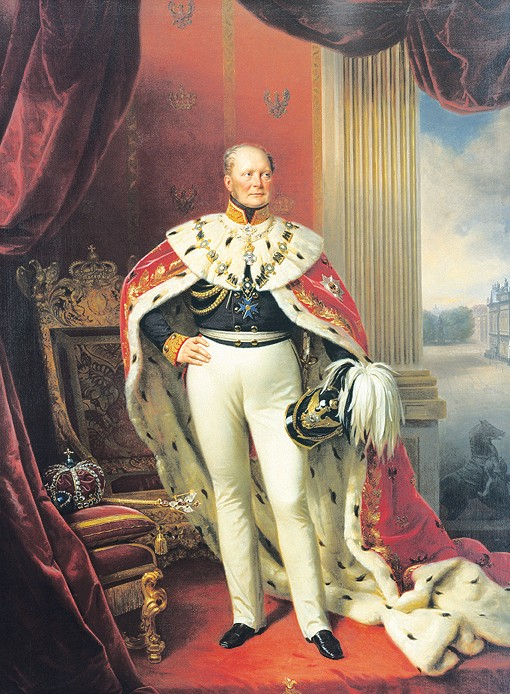
Fryderyk Wilhelm IV

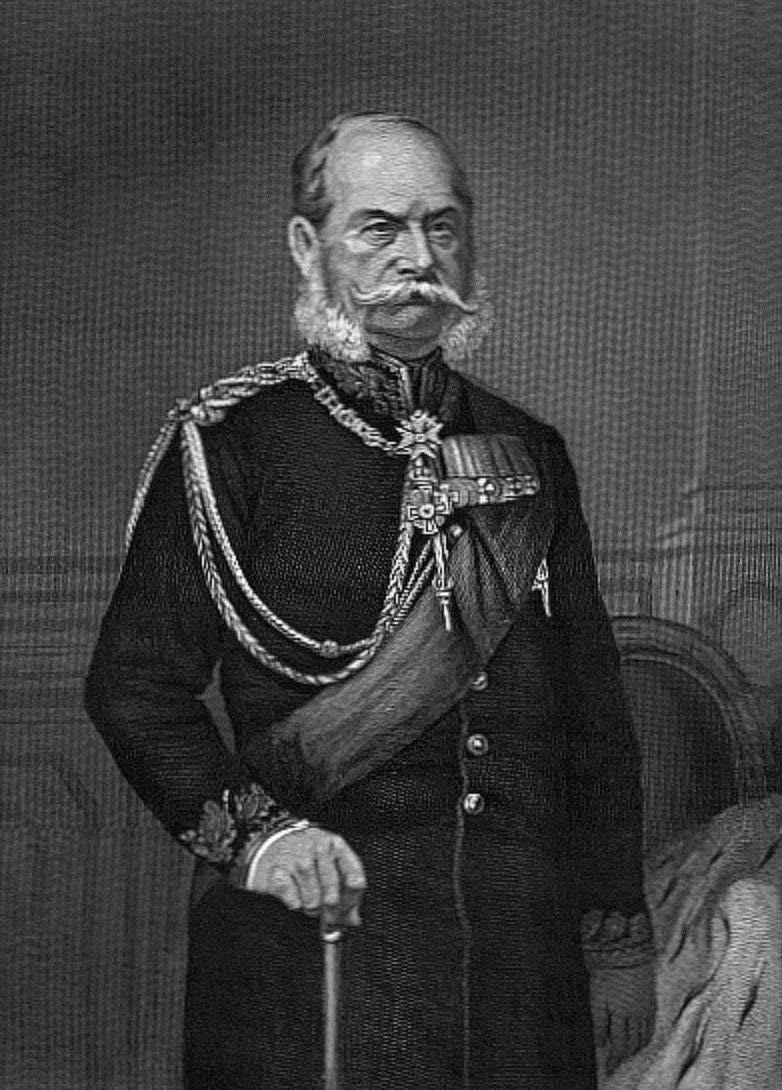
Wilhelm I

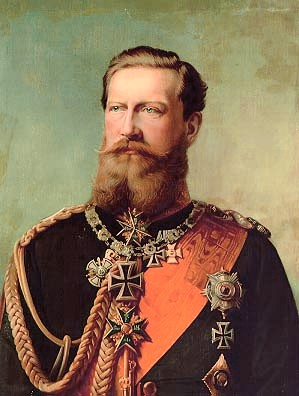
Fryderyk III

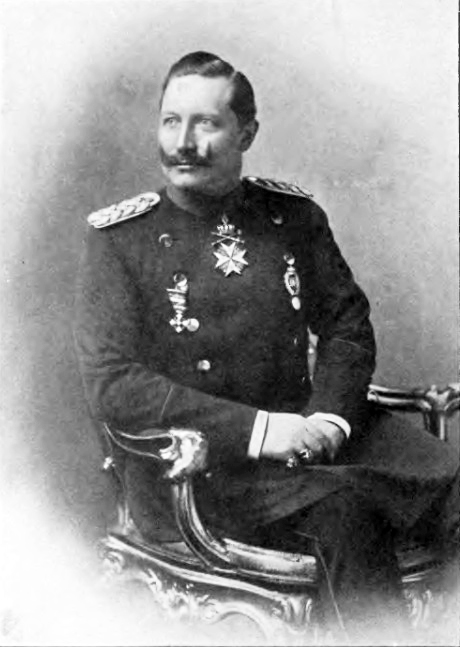
Wilhelm II

## Księstwo Pruskie(1525–1618)

### Hohenzollernowie
| Władca                            | Lata panowania |
| --------------------------------- | -------------- |
| Albrecht                          | 1525–1568      |
| Albrecht Fryderyk                 | 1568–1618      |
| Jerzy Fryderyk von Ansbach Regent | 1578–1603      |
| Joachim Fryderyk Regent           | 1603–1608      |
| Jan Zygmunt Regent                | 1608–1618      |

## Księstwo Pruskie w unii z Brandenburgią (1618-1701)
Po śmierci Albrechta Fryderyka w 1618 roku doszło do powstania unii Prus z Brandenburgią jako Brandenburgia-Prusy.

### Hohenzollernowie
| Władca                            | Lata panowania |
| --------------------------------- | -------------- |
| Jan Zygmunt                       | 1618–1620      |
| Jerzy Wilhelm                     | 1620–1640      |
| Fryderyk Wilhelm I Wielki Elektor | 1640–1688      |
| Fryderyk III                      | 1688–1701      |

## Królestwo Prus(1701–1918)

### Hohenzollernowie
| Władca               | Lata panowania                     |
| -------------------- | ---------------------------------- |
| Fryderyk I           | 1701–1713                          |
| Fryderyk Wilhelm I   | 1713–1740                          |
| Fryderyk II Wielki   | 1740–1786                          |
| Fryderyk Wilhelm II  | 1786–1797                          |
| Fryderyk Wilhelm III | 1797–1840                          |
| Fryderyk Wilhelm IV  | 1840–1861                          |
| Wilhelm I            | 1861–1888 cesarz niemiecki od 1871 |
| Fryderyk III         | 1888 cesarz niemiecki              |
| Wilhelm II           | 1888–1918 cesarz niemiecki         |

## Tytuł królewski
- Fryderyk I oraz Fryderyk Wilhelm I posługiwali się tytułem króla w Prusach (a nie króla Prus), gdyż Pomorze Gdańskie, uznawane za część historycznych Prus (należały do państwa zakonu krzyżackiego), było częścią Rzeczypospolitej, a królowie polscy używali tytułu książąt pruskich – Hohenzollernowie uważali więc, że nie panują nad całymi Prusami. Tak tłumaczyli się sami Hohenzollernowie, jednak prawda była odrobinę inna: gdy Fryderyk I starał się o koronę królewską, musiał uzyskać formalną zgodę swojego zwierzchnika, cesarza. Dlatego Fryderyk zabiegał o przyjaźń cesarza i zawsze występował przeciw jego wrogom (m.in. przeciw Francji, potem wspierał go w wojnie o sukcesję hiszpańską). Leopold Habsburg ostatecznie zgodził się na koronację, ale poza granicami Rzeszy oraz z zastrzeżeniem, że Hohenzollernowie będą jedynie „królami w Prusach” – co miało podkreślić, że królewski tytuł Fryderyk nosi poza cesarstwem, w nim bowiem prym wiedzie dom austriacki.
- Fryderyk II Wielki nie miał skrupułów poprzedników i przyjął tytuł króla Prus w 1772 roku. W tym samym roku w wyniku I rozbioru Polski Prusy opanowały Pomorze Gdańskie.
- Rzeczpospolita uznała ten tytuł królewski Hohenzollernów w czasie bezkrólewia w 1764 (w wyniku rosyjskiego i pruskiego przekupstwa), zaś Stolica Apostolska w 1787 po objęciu władzy przez Fryderyka Wilhelma II.
- Ceremonię koronacji królewskiej przeprowadzono jedynie w przypadku Fryderyka I (18 stycznia 1701) oraz Wilhelma I (18 października 1861). Obydwie ceremonie odbyły się w Królewcu.